# Montrose (Dakota du Sud)
Pour les articles homonymes, voir Montrose.
Montrose est une municipalité américaine située dans le comté de McCook, dans l'État du Dakota du Sud. Selon le recensement de 2010, elle compte 472 habitants. La municipalité s'étend sur 0,41 milles carrés (1,06 km2).
Fondée en 1879, la ville doit son nom à ses terrasses fleuries de roses sauvages.

## Démographie
| 1890 | 1900 | 1910 | 1920 | 1930 | 1940 |
| ---- | ---- | ---- | ---- | ---- | ---- |
| 563  | 375  | 442  | 519  | 471  | 506  |

| 1950 | 1960 | 1970 | 1980 | 1990 | 2000 |
| ---- | ---- | ---- | ---- | ---- | ---- |
| 448  | 430  | 377  | 396  | 420  | 460  |

| 2010 | - | - | - | - | - |
| ---- | - | - | - | - | - |
| 472  | - | - | - | - | - |